# Jon Parkin
Pour les articles homonymes, voir Parkin.
Jonathan Parkin dit Jon Parkin, né le 30 décembre 1981 à Barnsley, est un footballeur anglais qui évolue au poste d'attaquant à Newport County.

## Biographie

### Cardiff City
Le 1er janvier 2011, celui que l'on surnomme « La Bête » quitte Preston North End et signe un contrat de deux ans et demi au club gallois de Cardiff City qui évolue en deuxième division anglaise.
Peu utilisé par Dave Jones et encore moins par son successeur Malcolm Mackay à la tête de l'équipe, Parkin est contraint d'accepter un prêt d'un mois en septembre 2011 au club des Doncaster Rovers. Il joue son premier match avec Doncaster le 24 septembre (Doncaster 1-0 Crystal Palace). Il rentre à Cardiff le 24 octobre 2011 après 5 matchs joués à Doncaster, dont quatre fois en tant que titulaire, après que le club gallois ait refusé une prolongation du prêt. Un mois plus tard, il est à nouveau prêté, cette fois-ci à Huddersfield Town, club de League One, jusqu'au 23 janvier 2012, où il ne joue que trois rencontres.
Au mois de janvier 2012, il est prêté jusqu'à la fin de la saison à un autre club de League One, Scunthorpe United. Il rentre à Cardiff à la fin de la saison mais, d'un commun accord, est laissé libre pour trouver un nouveau club.

### Fleetwood Town
Le 13 juin 2012, Parkin signe pour un club nouvellement promu en League Two, Fleetwood Town.

## Statistiques
| Saison      | Club              | Pays              | Championnat         | Coupes nationales | Coupes continentales |
| ----------- | ----------------- | ----------------- | ------------------- | ----------------- | -------------------- |
| 1998 - 1999 | Barnsley          | Championship (D2) | 2 matchs            | -                 | -                    |
| 1999 - 2000 | Barnsley          | Championship (D2) | -                   | 2 matchs          | -                    |
| 2000 - 2001 | Barnsley          | Championship (D2) | 4 matchs            | -                 | -                    |
| 2002 - 2003 | Barnsley          | Championship (D2) | 4 matchs            | 1 match           | -                    |
| 2002 - 2003 | Hartlepool United | League Two (D4)   | 1 match             | -                 | -                    |
| 2002 - 2003 | York City         | League Two (D4)   | 18 matchs / 2 buts  | -                 | -                    |
| 2003 - 2004 | York City         | League Two (D4)   | 15 matchs / 2 buts  | 1 match           | -                    |
| 2003 - 2004 | Macclesfield Town | League Two (D4)   | 12 matchs / 1 but   | -                 | -                    |
| 2004 - 2005 | Macclesfield Town | League Two (D4)   | 44 matchs / 22 buts | 7 matchs / 4 buts | -                    |
| 2005 - 2006 | Macclesfield Town | League Two (D4)   | 11 matchs / 7 buts  | 4 matchs / 2 buts | -                    |
| 2005 - 2006 | Hull City         | Championship (D2) | 18 matchs / 5 buts  | -                 | -                    |
| 2006 - 2007 | Hull City         | Championship (D2) | 27 matchs / 6 buts  | 5 matchs / 1 but  | -                    |
| 2006 - 2007 | Stoke City        | Championship (D2) | 8 matchs / 3 buts   | -                 | -                    |
| 2007 - 2008 | Stoke City        | Championship (D2) | 29 matchs / 2 buts  | 3 matchs          | -                    |
| 2008 - 2009 | Stoke City        | Championship (D2) | -                   | 1 match / 1 but   | -                    |
| 2008 - 2009 | Preston North End | Championship (D2) | 41 matchs / 11 buts | 1 match           | -                    |
| 2009 - 2010 | Preston North End | Championship (D2) | 43 matchs / 10 buts | 3 matchs / 3 buts | -                    |
| 2010 - 2011 | Preston North End | Championship (D2) | 19 matchs / 7 buts  | 1 match           | -                    |
| 2010 - 2011 | Cardiff City      | Championship (D2) | 12 matchs / 1 but   | 1 match           | -                    |
| 2011 - 2012 | Cardiff City      | Championship (D2) | -                   | 2 matchs / 1 but  | -                    |
| 2011 - 2012 | Doncaster Rovers  | Championship (D2) | 5 matchs            | -                 | -                    |
| 2011 - 2012 | Scunthorpe United | Championship (D2) | 14 matchs / 6 buts  | -                 | -                    |
| 2011 - 2012 | Fleetwood Town    | League Two (D4)   | -                   | -                 | -                    |

Dernière mise à jour : 14 juin 2012